# کروموزوم همتا

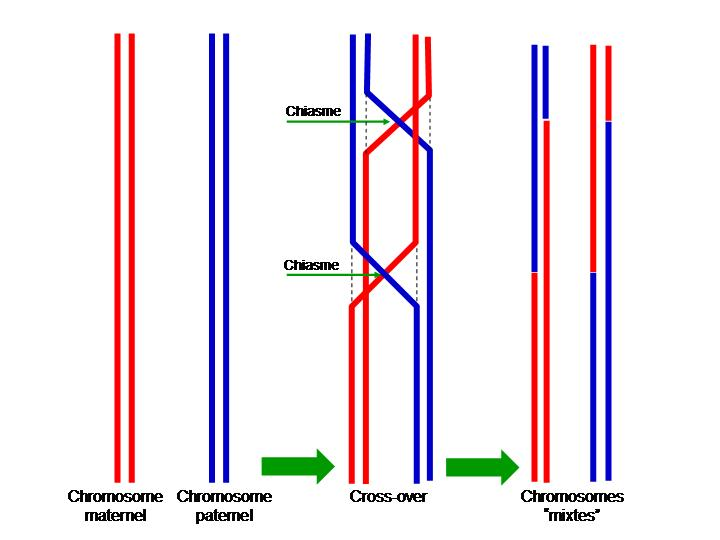
چلیپایی شدن (کراسینگ اور) در بین کروماتید دو کروموزوم همتا پدر و مادر. کروماتید مادر به رنگ قرمز و کروماتیدهای پدری به رنگ آبی. فلش‌ها کیاسماتا را نشان می‌دهند.

کروموزوم همتا، کروموزوم هم‌ساخت یا کروموزوم همولوگ (به انگلیسی: Homologous chromosome) (که به آن همولوگ نیز گفته می‌شود) جفت کروموزوم‌هایی هستند که با ژن‌های با ویژگی‌های مشابه در جایگاه کروموزومی متناظر از لحاظ طول، موقعیت سانترومر (میان پار) و الگوی رنگ‌آمیزی مشابه هستند. یک جفت کروموزوم همتا یک کروموزوم از ارگانیسم مادر و یک کروموزوم از ارگانیسم پدر به ارث می‌برد.
هر یک از کروموزوم‌ها در یک جفت دارای ویژگی‌های مشابه بیولوژیکی مانند رنگ چشم در جایگاه کروموزومی مشابه روی کروموزوم است. با این حال، هر یک می‌تواند دارای الل‌های یکسان (مثلاً هر دو الل برای چشم آبی‌رنگ) یا الل‌های متفاوت (به عنوان مثال، یک آلل برای چشم آبی و یک آلل برای چشم قهوه‌ای) برای هر ویژگی باشد.
کروموزوم‌های همتا معمولاً هم‌طول هستند، به جز کروموزوم‌های جنسی در گونه‌های مختلف، که در آن کروموزوم X به‌طور قابل توجهی بزرگ‌تر از کروموزوم Y است. این کروموزوم‌های جنسی تنها مناطق کوچکی از همسانی را به اشتراک می‌گذارند.
انسان دارای ۲۲ جفت کروموزوم غیرجنسی همولوگ (به نام اتوزوم) و دو کروموزوم جنسی است که در مجموع ۴۶ کروموزوم در یک انسان ژنتیکی سالم را به وجود می‌آورد. هر عضو از این جفت‌ها یکی از پدر و یکی از مادر به ارث برده‌است. علاوه بر ۲۲ جفت همولوگ اتوزوم، جنس مؤنث دارای یک جفت کروموزوم جنسی (هردو X) و در جنس مذکر یک کروموزوم X و یک کروموزوم Y است.

## پلوئیدی
پلوئیدی تعداد نسخه‌های همولوگ از هر کروموزوم در یک ارگانیسم است. اگر کروموزوم‌های یک ارگانیسم را به مجموعه‌های کاملاً غیرهمولوگ دسته‌بندی کنیم، پلوئیدی تعداد اعضای هر کدام از این مجموعه مجموعه‌ها خواهد بود.

## کروماتید‌هایخواهر
در میوز کروماتیدهای خواهر دو کپی مشابه از یک کروماتید هستند که توسط یک سانترومر به یکدیگر متصل هستند. این باعث می‌شود هر یک از چهار گامت حاصل، ترکیب ژنتیکی منحصر به فردی از والدین را داشته باشد که سبب ایجاد تنوع ژنتیکی می‌شود که بر اساس آن انتخاب طبیعی صورت می‌پذیرد.

## برای مطالعهٔ بیشتر
- Gilbert SF (2003). Developmental biolog. Sunderland, Mass.: Sinauer Associates. ISBN 0-87893-258-5.
- OpenStaxCollege (25 Apr 2013). "Meiosis". Rice University.